# Абай Велду
Абай Велду (род. в 1965, Эфиопия) — тыграйско-эфиопский политик и государственный деятель, преемник Мелеса Зенауи на посту председателя НФОТ.

## Ранние годы
Родился в регионе Тыграй в 1965 году. Присоединился к НФОТ в конце 1970-х гг.

## Партийный функционер
В 1992—2000 гг. Абай Велду был губернатором Центрального Тыграя. В 2000 году Абай Велду вошёл в состав ЦК Народного фронта освобождения Тыграй и исполнительного комитета Революционно-демократического фронта эфиопских народов, а также получил одновременно две должности — руководителя сельскохозяйственного бюро региона Тыграй и вице-президента региона Тыграй. В 2010 году Абай Велду стал президентом региона Тыграй и заместителем председателя НФОТ, войдя в ближайшее окружение Мелеса Зенауи. После смерти Зенауи в 2012 году Абай был избран новым председателем Народного фронта освобождения Тыграй. В 2017—2018 гг. Абай Велду был смещён с ключевых постов в НФОТ и Тыграе в результате внутрипартийной борьбы в НФОТ. Сторонники зампреда Народного фронта освобождения Тыграй Дебрециона Гебремикаэля обвинили его в неэффективном управлении и некомпетентности. Тем не менее, Абай Велду остался в составе ЦК НФОТ.

## Участие в мятеже и арест
В 2020 году в регионе Тыграй вспыхнуло вооружённое противостояние между НФОТ и правительством Абия Ахмеда Али. Точная роль Абая Велду в данном конфликте неизвестна. После взятия тыграйской столицы, Мэкэле, правительственными войсками, Абай Велду бежал в горные районы региона, где с соратниками и другими высокопоставленными тыграйскими чиновниками скрывался в горных убежищах. 10 января 2021 Абай Велду был арестован эфиопской армией в результате спецоперации.